# Pigcawayan
Pigcawayan (Bayan ng Pigcawayan) är en kommun i Filippinerna. Kommunen ligger på ön Mindanao, och tillhör provinsen Cotabato. Folkmängden uppgår till 51 008 invånare.

## Barangayer
Pigkawayan är indelat i 40 barangayer.
| - Anick (Upper Balogo) - Upper Baguer (Baguer) - Balacayon - Balogo - Banucagon - Bulucaon - Buluan - Buricain - Capayuran - Central Panatan - Datu Binasing - Datu Mantil - Kadingilan - Kimarayang | - Libungan Torreta - Lower Baguer - Lower Pangangkalan - Malagakit - Maluao - North Manuangan - Matilac - Midpapan I - Mulok - New Culasi - New Igbaras - New Panay - Upper Pangangkalan | - Patot - Payong-payong - Poblacion I - Poblacion II - Poblacion III - Presbitero - Renibon - Simsiman - South Manuangan - Tigbawan - Tubon - Midpapan II - Cabpangi |